# Nota cu punct
În notația muzicală, nota cu punct este o notă cu un punct mic scris după aceasta. În practica modernă, punctul crește durata de bază cu jumătate din valoarea inițială a acesteia. Nota punctată este echivalentă cu scrierea de bază a notei, legată de o alta care are jumătate din valoare; sau cu mai mult de un punct, legată de note care au valoare înjumătățită, progresiv . 

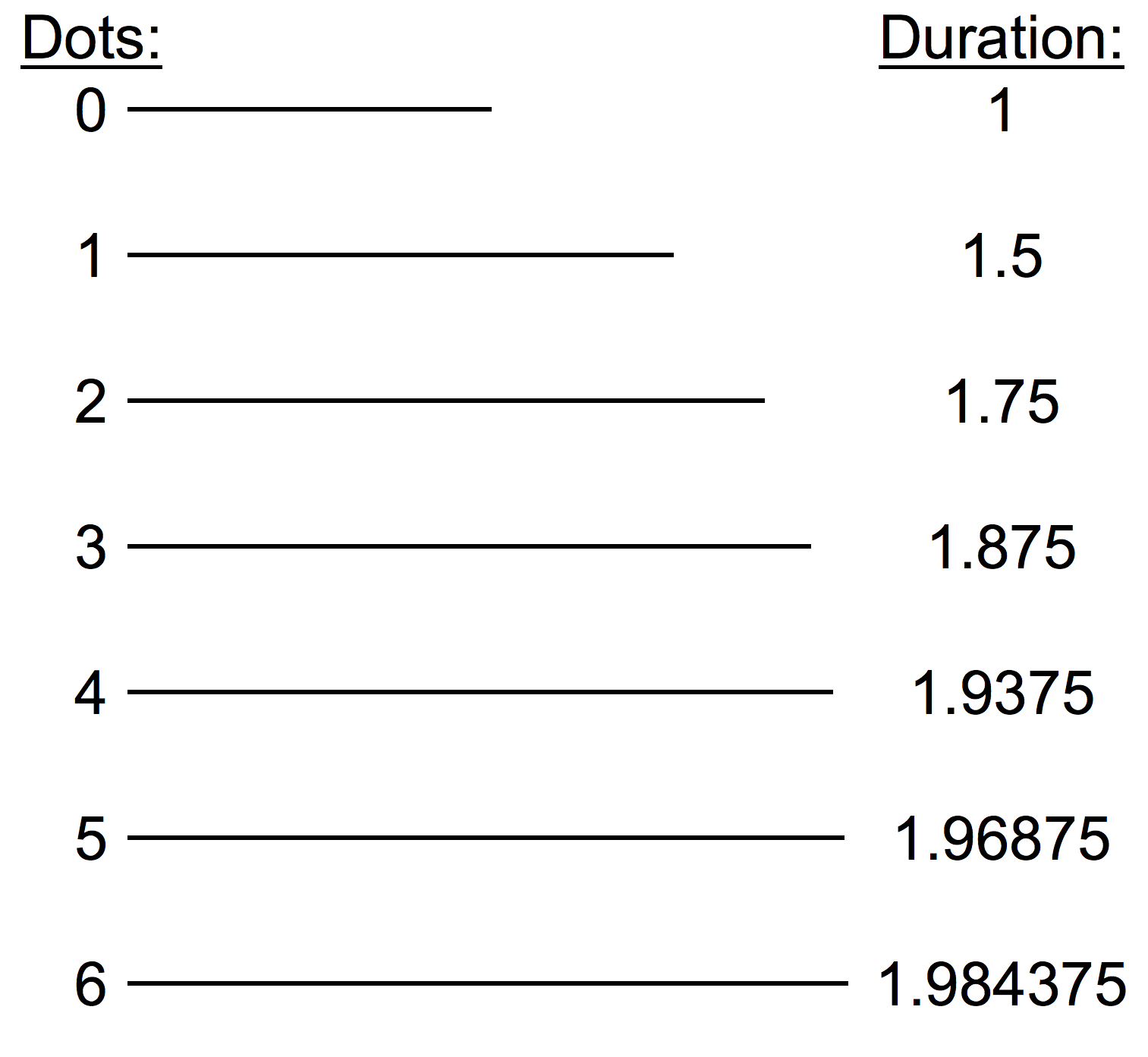
Durata de note punctate.

Existența a mai mult de trei puncte este extrem de neobișnuită, dar teoretic este posibilă.
Un ritm compus din note lungi, alternând cu note scurte (notate cu puncte sau nu) este numit ritm punctat. Exemple istorice de interpretare muzicală folosind ritmul punctat includ note inégales (în barocul muzical francez) și swing (în jazz). Interpretarea precisă a ritmurilor punctate poate fi o problemă complexă. Chiar și în notația care include puncte, valoarea lor interpretată poate fi mai lungă decât indică proporția matematică. Aceasta practică este cunoscută ca over-dotting (suprapunctare).

## Notație

Exemplul 1. Note punctate și durata lor echivalenta. Liniile curbe, numite legături, aduna valoare notelor.

În cazul în care nota punctată este pe un spațiu, punctul, de asemenea, se situează pe același spațiu, în timp ce în cazul în care nota este pe o linie, punctul se duce pe spațiul de mai sus (acest lucru este valabil și pentru notele pe linii suplimentare). Cu toate acestea, dacă o notă punctată de pe o linie, este  parte dintr-un acord care contine o notă punctata mai înaltă, de asemenea pe linie, punctul este pus în spațiul de mai jos:
Punctele de lângă notele punctate, care sunt situate în partea dreaptă a notei, nu trebuie să fie confundate cu punctele care indică staccato, care sunt situate deasupra sau sub notă ca în figurile 3 și 4.
Teoretic, orice valoare de notă poate să fie punctată.
Utilizarea punctului pentru lungirea notei datează cel puțin din secolul al X-lea, fără ca lungirile respective să fi fost cuantificate.
Mai mult de un punct poate fi adăugat; fiecare punct adaugă jumătate din durata adăugată de catre punctul anterior, așa cum arată exemplul 1.

## Nota dublu punctată
O notă dublu punctată este o notă cu două puncte mici scrise după aceasta. Durata sa este de 13⁄4 ori valoarea sa de bază.
Nota dublu punctată este utilizată mai puțin frecvent decât cea cu un singur punct. De obicei, ca în exemplul de mai jos, este urmată de o notă a cărei durată este un sfert din lungimea notei de bază, completând valoarea mai lungă, anterioară.
Înainte de mijlocul secolului al XVIII-lea, punctele duble nu au fost utilizate. Până atunci, în anumite circumstanțe, un singur punct putea desemna valoarea a două puncte.

Exemplul 2. Primele două note arată o optime dublu punctată urmată de o treizeci-si-doime, care sunt conectate cu un legato.

Exemplul 2 este un fragment din cea de-a doua mișcare din Cvartetul de coarde, Op. 74, Nr. 2, temă și variațiuni, de Joseph Haydn. Prima notă este dublu punctată. Tema lui Haydn a fost adaptată pentru pian de un compozitor necunoscut; versiunea adaptată poate fi ascultată: hereⓘ (3.7 KB MIDI fișier).
Într-o uvertură franceză (și, uneori, în alte genuri de muzică barocă), notele cu punct sunt  scrise ca  notele simple .De multe ori sunt interpretate prin note dublu punctate. Interpretare documentată istoric .

## Nota triplu punctată

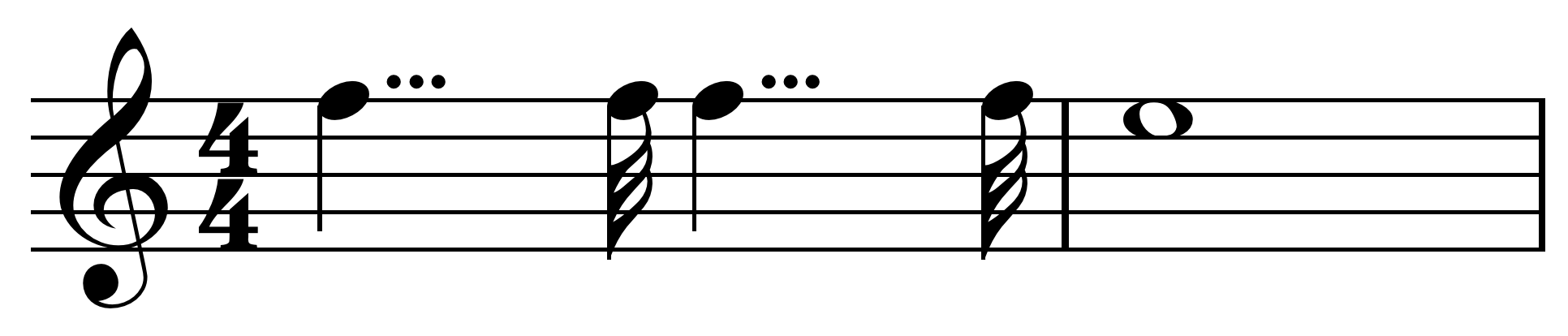
Exemplul 3,,, sau (trimestru=120)

O notă triplu punctată este o notă cu trei puncte scrise după aceasta; durata sa este de 17⁄8 ori din nota de baza ca valoare. Utilizarea notei triplu punctate nu este comună în perioada barocă sau cea clasică, dar destul de comună în muzica lui Richard Wagner și Anton Bruckner, mai ales în partidele instrumentelor de alamă. A se vedea exemplul 3.
Un exemplu de utilizare de note dublu și triplu punctate este Preludiul în sol major pentru pian, Op. 28, Nr. 3, de Frédéric Chopin. Piesa, în 4

4), conține șaisprezecimi la mâna stângă. De mai multe ori în timpul piesei, Chopin scrie pentru mâna dreaptă note triplu punctate. 